# Gobierno constitucional
Gobierno constitucional es una expresión polisémica, que se utiliza en el vocabulario de las ciencias políticas y constitucionales
.
Puede referirse, genéricamente, a la democracia o al Estado de Derecho, pero lo más habitual es utilizar la expresión con un significado más específico, para referirse:
- Al gobierno identificado como legítimo o legal por responder a lo previsto en la constitución, por oposición a un gobierno identificado como anticonstitucional, ilegítimo o ilegal (dictadura, tiranía, etc.)
- Al gobierno sometido al control del parlamento mediante el principio de responsabilidad ministerial, o gobierno responsable.
- Al ejercicio del poder político por cualquiera de los poderes públicos (no únicamente por el gobierno del Estado o poder ejecutivo, sino por el poder legislativo y el poder judicial, así como por entidades subestatales, como los municipios o las comunidades autónomas) a través de los mecanismos constitucionales (véase también separación de poderes, sistema político, descentralización y otros conceptos políticos, administrativos y jurídicos).

También puede utilizarse como una manera de referirse a dos sistemas de gobierno, uno monárquico y otro republicano: la monarquía constitucional y la república constitucional